# Rassegna internazionale del cinema archeologico di Rovereto
La Rassegna internazionale del cinema archeologico di Rovereto è uno  tra i più importanti eventi documentaristici presentati in Provincia di Trento e che ha come sede Rovereto. 

## Storia
Per ricordare la memoria di Paolo Orsi, la rassegna nacque nell'aprile 1990 dopo il convegno Paolo Orsi e l'archeologia del '900 realizzato dal Museo civico di Rovereto. Si tiene annualmente nel mese di ottobre, organizzata dal Museo in partnership col periodico fiorentino Archeologia Viva. Il festival è aperto a lavori che provengono da tutto il mondo, ed è destinato ad opere cinematografiche nel settore della ricerca archeologica, storica, paleontologica, antropologica e comunque aventi come scopo la tutela e la valorizzazione dei beni culturali.